# سفر یک سگ
سفر یک سگ (انگلیسی: A Dog's Journey) یک فیلم خانوادگی کمدی-درام محصول کشور آمریکا در اولین کارگردانی فیلم بلند گیل مانکوسو است که از سوی یونیورسال پیکچرز در سال ۲۰۱۹ منتشر شد. فیلم اقتباسی از رمانی به همین نام اثر دابلیو. بروس کامرون و دنباله‌ای بر فیلم هدف یک سگ (۲۰۱۷) است. جاش گد، دنیس کواید، مارگ هلگنبرگر، بتی گیلپین و کاترین پرسکات از بازیگران این فیلم هستند.

## داستان
سگی به نام بیلی از طریق زندگی انسان‌هایی که آن‌ها را ملاقات می‌کند، معنای وجود خود را پیدا می‌کند.

## بازیگران
- جش گد در نقش صداپیشه بیلی
- دنیس کواید در نقش ایتن
- مارگ هلگنبرگر در نقش هانا
- بتی گیلپین در نقش گلوریا
- کاترین پرسکات در نقش سی‌جی
  - ابی رایدر فورتسون در نقش جوانی سی‌جی
- هنری لاو در نقش ترنت
  - ایان چن در نقش جوانی ترنت
- جانی گالکی در نقش هنری